# El puente de los asesinos
El puente de los asesinos es una novela perteneciente a la colección Las aventuras del capitán Alatriste, escrita por Arturo Pérez-Reverte. Publicada en 2011, es la séptima entrega de la serie.

## Argumento
Tras servir en galeras en la anterior entrega, Diego Alatriste es contratado por la mediación de su amigo Francisco de Quevedo  para una misión en Venecia. El objetivo será el asesinato del actual dogo (dux) para que la república pueda ser controlada por la corona española. Contará con la ayuda de, entre otros, Iñigo Balboa, Sebastián Copons, el moro Gurriato y su viejo enemigo Gualterio Malatesta , aunque las intenciones de este último no están del todo claras.